# Bombardamenti di Bologna
Nel corso della seconda guerra mondiale, i bombardamenti di Bologna, da parte della Royal Air Force e dell’USAAF, furono quasi cento ed erano in massima parte mirati a distruggere i suoi scali ferroviari, di importanza strategica per gli spostamenti di truppe e rifornimenti tra l’Italia nord-orientale e centrale. I bombardamenti causarono la distruzione o il danneggiamento di quasi metà del tessuto cittadino, e quasi 2500 vittime tra la popolazione civile.

## Storia
Nell’estate del 1943 lo scalo ferroviario di Bologna, uno dei più grandi dell’Italia settentrionale, venne incluso dai Comandi britannici in una lista di obiettivi ferroviari che sarebbe stato molto utile bombardare al fine di intralciare gli spostamenti delle truppe tedesche dal Brennero a Roma e da Udine a Firenze, nonché su altre tratte secondarie.

### 1943
Nei primi tre anni di guerra, Bologna fu relativamente al sicuro dagli attacchi aerei, trovandosi al di fuori del raggio operativo dei bombardieri britannici che partendo da Malta attaccavano le città del sud Italia, ed ai limiti del raggio d’operazione di quelli che, decollando dall’Inghilterra, colpivano le tre città del "triangolo industriale" nel nordovest. Il primo bombardamento aereo sul capoluogo emiliano ebbe pertanto luogo soltanto nella notte del 15/16 luglio 1943, meno di due mesi prima dell’Armistizio, quando una decina di bombardieri britannici Avro Lancaster, decollati da basi nel Lincolnshire ed impiegati in un esperimento di shuttle bombing (dall’Inghilterra all’Algeria e ritorno dopo rifornimento in loco), sganciarono 19 tonnellate di bombe contro la centrale elettrica, che fu colpita ma riportò soltanto lievi danni (così mancando l’obiettivo dell’incursione, l’interruzione dell’erogazione di energia elettrica alle ferrovie). Alcune bombe caddero anche sulla città, provocando 10 vittime civili e 20 feriti.
Ben più pesante fu il secondo bombardamento, effettuato il 24 luglio 1943 da 51 bombardieri statunitensi Boeing B-17 Flying Fortress della Twelfth Air Force, decollati dall’Algeria con serbatoi supplementari: sganciarono 136 tonnellate di bombe contro gli scali ferroviari, ma colpirono anche gran parte della città, distruggendo totalmente 85 edifici, parzialmente 61 e danneggiandone 259. Le vittime civili furono circa 200, altrettanti i feriti. Una terza incursione si verificò il 2 settembre ad opera di 74 B-17 della 12th Air Force, che attaccarono di nuovo lo scalo ferroviario e di nuovo colpirono anche la città: 40 edifici furono distrutti, 40 semidistrutti e 150 danneggiati, con trenta vittime tra la popolazione civile.

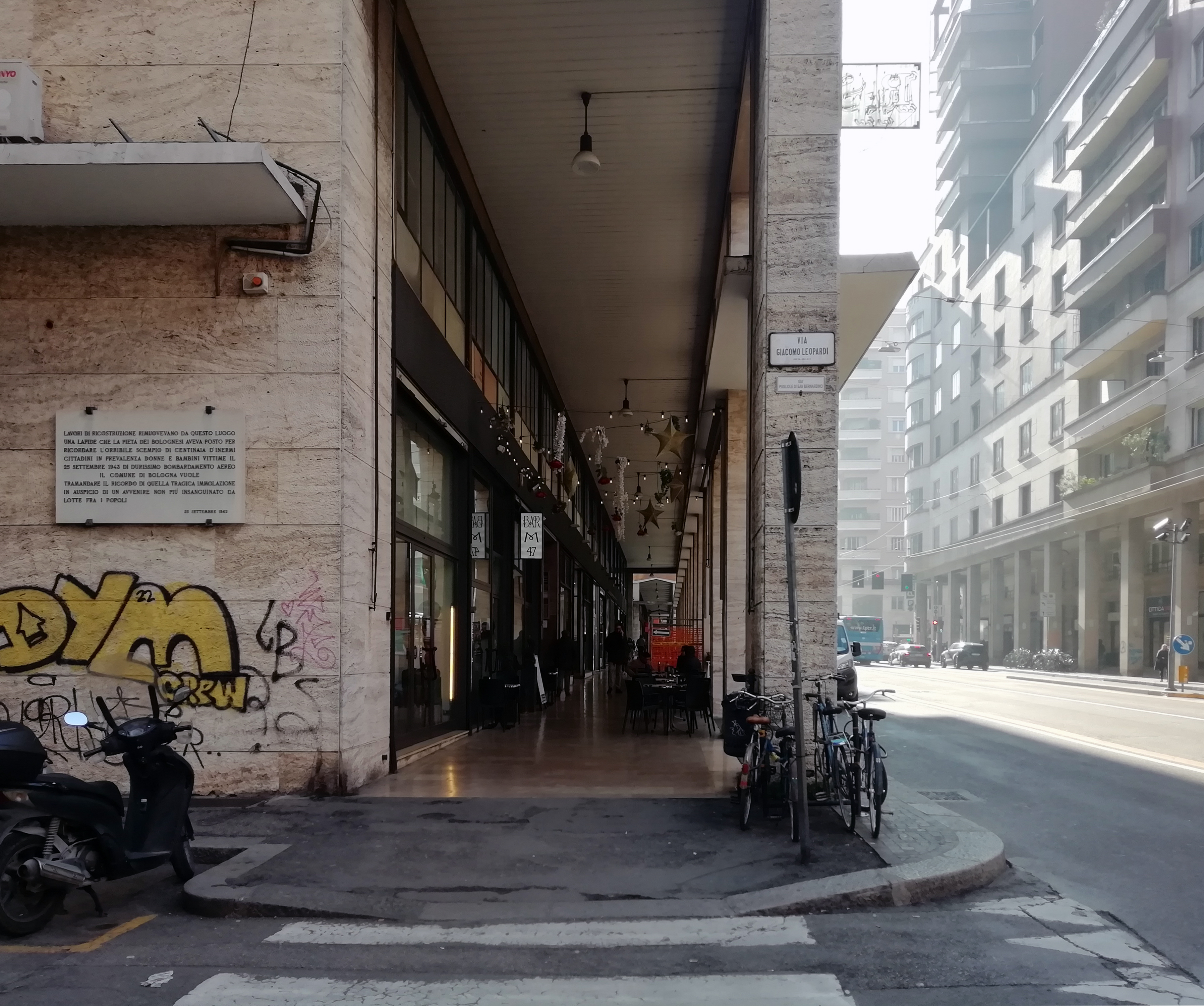
Lapide in via Giacomo Leopardi, all'angolo con via Marconi.

L'annuncio dell'armistizio (8 settembre 1943) non cambiò la situazione; Bologna fu rapidamente occupata dalle truppe tedesche, che ne utilizzarono gli scali ferroviari per i propri spostamenti, e continuò dunque ad essere un obiettivo per l’aviazione angloamericana. Il 25 settembre 1943 Bologna subì il più sanguinoso bombardamento della sua storia: 71 bombardieri B-17 della 12ª USAAF, su 113 decollati dalla Tunisia, sganciarono 210 tonnellate di bombe con obiettivo la stazione ferroviaria, ma la densa copertura nuvolosa fece sì che i bombardieri scaricassero le loro bombe sull'intera città. Particolarmente colpito fu il centro storico, ma gravi furono i danni anche in periferia, nel quartiere Bolognina e nella zona dell'Ippodromo. 295 edifici furono completamente distrutti, 199 semidistrutti e 371 danneggiati; a causa del ritardo nell'allarme (le forze tedesche non avevano ancora ripristinato la rete di avvistamento, dissoltasi dopo l’8 settembre) la popolazione fu colta di sorpresa, il che, insieme all’affollamento causato dalla giornata di mercato e dal rientro in città di molti sfollati (erroneamente convinti che con l’armistizio i bombardamenti Alleati avrebbero avuto fine), portò ad un pesantissimo bilancio in termini di vite umane: i morti furono tra 936 e 1033, i feriti oltre un migliaio. Centinaia di persone rimasero uccise nel crollo di un rifugio antiaereo in Via Leopardi, colpito in pieno da una bomba.
Il 1943 vide altre due incursioni, entrambe in ottobre. La prima, il 1º ottobre, fu un attacco minore da parte di 3 o 4 bombardieri della 12ª USAAF, che sganciarono sullo scalo ferroviario di Bologna non essendo riusciti a raggiungere il loro obiettivo primario, Wiener Neustadt; le bombe caddero sulla città, provocando pochi danni e dieci vittime. Quattro giorni dopo, seguì un attacco ben più pesante da parte di 124 B-17 della 12ª USAAF (su 139 decollati), che sganciarono 365 tonnellate contro lo scalo ferroviario. Le bombe, oltre a colpire l’obiettivo (la stazione centrale fu completamente distrutta), centrarono anche il quartiere Cirenaica (fino ad allora risparmiato dagli attacchi), le zone di Porta San Felice e Porta Lame e la sede del Resto del Carlino; 144 edifici andarono distrutti, 218 furono semidistrutti e 164 danneggiati, con un’ottantina di vittime tra i civili.
Entro la fine dell’autunno 1943 circa 120.000 dei 318.000 abitanti di Bologna erano sfollati.

### 1944
La prima incursione del 1944 avvenne il 29 gennaio, ad opera di 39 B-17 della 15th U.S. Air Force decollati da Cerignola: diretti contro Prato, dovettero rinunciare ad attaccarla a causa del maltempo, e puntarono invece sullo scalo ferroviario di Bologna. Gran parte delle 117 tonnellate di bombe sganciate, tuttavia, mancarono l’obiettivo e caddero invece sull'abitato, in un raggio di due chilometri, distruggendo 105 edifici, semidistruggendone 154 e danneggiandone 118; le vittime furono 31, i feriti 47. Particolarmente gravi furono i danni all’Archiginnasio, che fu parzialmente distrutto.
Una nuova incursione seguì il 22 marzo, ad opera di 88 Consolidated B-24 Liberator della 15ª USAAF (su 134 decollati), che sganciarono 224 tonnellate di bombe contro lo scalo ferroviario: anche stavolta molte bombe finirono anche sulla città, distruggendo totalmente 70 edifici, parzialmente 130, danneggiandone 300 e provocando circa 200 morti (molti dei quali nel rifugio di Via Leopardi, colpito di nuovo e parzialmente crollato come il 25 settembre) e 110 feriti. Il 7 aprile toccò a 130 o 200 bombardieri della 15ª USAAF, che sganciarono 240 tonnellate di bombe contro lo scalo ferroviario di San Donato; l’obiettivo fu colpito, ma molte bombe caddero anche sulla periferia, colpendo 100 edifici (30 distrutti, 30 semidistrutti, 40 danneggiati) e provocando 51 morti e 52 feriti.
Seguirono tre incursioni che causarono pochi danni e complessivamente una decina di vittime: il 30 aprile, da parte di 100 bombardieri; il 2 maggio, da parte di 70; il 12 maggio, da parte di un unico aereo. Diversamente andò il 13 maggio, quando Bologna fu attaccata da 200 bombardieri della 15ª USAAF (decollati da San Giovanni in Fiore), che sganciarono 380 tonnellate di bombe contro la stazione centrale e gli scali ferroviari di San Donato e San Ruffillo; di nuovo le bombe colpirono sia gli obiettivi che la città, arrecando danni a 105 edifici (31 distrutti, 31 semidistrutti, 43 danneggiati) e provocando più di cento morti e 220 feriti tra i civili.
Il 19 maggio gli scali ferroviari bolognesi furono attaccati da 100 bombardieri della 15ª USAAF; 34 edifici vennero colpiti (16 distrutti, 6 semidistrutti, 12 danneggiati), con 47 vittime e 10 feriti. Il 5 giugno 76 bombardieri statunitensi decollati da Lecce sganciarono 170 tonnellate di bombe contro gli scali ferroviari; l’incursione fu giudicata accurata dai rapporti statunitensi, ma parte delle bombe colpì ancora una volta la città, specialmente Borgo San Pietro, distruggendo completamente 49 edifici, parzialmente 23, danneggiandone 28 e causando dodici morti e sette feriti. Un B-24 venne abbattuto dalla contraerea. Il 22 giugno 65 B-17 e B-24 della 15ª USAAF sganciarono 130 tonnellate di bombe contro lo scalo ferroviario, ma una volta di più gran parte delle bombe cadde sulla città (specialmente il centro storico e l’Arcoveggio), distruggendo 51 edifici, semidistruggendone 68, danneggiandone 79 e causando venti vittime.
Attacchi minori, che causarono danni di modesta entità, ebbero luogo il 26 giugno (22 morti e 23 feriti), il 5 luglio (cinque morti ed un ferito), il 21 luglio (nove feriti), il 24 luglio (tre morti), il 29 luglio (tre morti ed otto feriti), il 7 agosto, il 9 agosto, il 16 agosto, il 22 agosto (tre vittime) ed il 23 agosto. Il 24 agosto si svolse un’incursione da parte di 76 bombardieri della Royal Air Force, che sganciarono 190 tonnellate di bombe contro lo scalo ferroviario; di nuovo venne colpita anche le città, specialmente le zone di Sant’Orsola e Bolognina, con 48 edifici distrutti, 46 semidistrutti e 142 danneggiati. Le vittime furono un centinaio. Seguirono altri attacchi minori il 25, 26, 27, 28 e 31 agosto.
Il 1º settembre 75 bombardieri della RAF sganciarono 160 tonnellate di bombe sullo scalo ferroviario, che fu colpito al pari della città, specialmente le zone di Arcoveggio e Bolognina. 17 edifici furono distrutti, 44 semidistrutti, 52 danneggiati; le vittime furono un centinaio. Il 5 settembre un’incursione di minore entità provocò un morto e quattro feriti, mentre il giorno seguente 51 bombardieri della RAF (su 67 decollati; uno venne abbattuto) sganciarono 177 tonnellate di bombe sullo scalo ferroviario, colpendo sia l’obiettivo che la città e causando nove vittime ed otto feriti. Il 12 settembre 84 bombardieri britannici sganciarono 241 tonnellate di bombe sullo scalo ferroviario di San Donato, colpendo di nuovo sia il bersaglio che l’abitato (un morto, quattro edifici distrutti, sei semidistrutti, 21 danneggiati). Altri due attacchi aerei minori ebbero luogo il 13 e 14 settembre. Nelle incursioni di settembre, la RAF utilizzò anche bombe "blockbuster" da 4000 libbre (1814 kg); questi attacchi videro inoltre la partecipazione di cacciabombardieri della Francia Libera.
Il 16 settembre 120 bombardieri statunitensi della 12th Air Force attaccarono lo scalo ferroviario, ma la maggior parte delle bombe finì sull’abitato, specialmente la periferia settentrionale; 72 edifici subirono danni (14 distrutti, 13 semidistrutti, 45 danneggiati) e 59 civili persero la vita, con 18 feriti. Il giorno seguente un altro attacco da parte di trenta bombardieri causò sette morti, sei feriti, la distruzione totale di undici edifici, quella parziale di dodici ed il danneggiamento di sei; il 18 settembre un’incursione da parte di dieci bombardieri causò una vittima. Seguirono attacchi minori il 23, 24 (otto morti e quattro feriti), 26 e 27 settembre (tre vittime) ed il 3 ottobre; il 4 ottobre, con la graduale avanzata delle truppe Alleate verso nord, Bologna venne cannoneggiata per la prima volta dall’artiglieria angloamericana. Un colpo di "Long Tom" colpì il Palazzo del Podestà.
L’11 ottobre 123 bombardieri Martin B-26 Marauder della 12ª USAAF sganciarono 700 bombe contro un deposito munizioni situato all’interno della città, colpendo sia questo che l’abitato; 37 edifici furono distrutti totalmente o parzialmente, con 21 morti e 23 feriti. Il giorno seguente, 12 ottobre, Bologna subì la più pesante incursione dell’intera guerra: denominata operazione “Pancake”, vide la partecipazione di ben 698 bombardieri B-17, B-24 e B-26 della 12ª e 15ª USAAF, decollati dagli aeroporti di Foggia e scortati da 160 caccia Lockheed P-38 Lightning e Republic P-47 Thunderbolt, che sganciarono 1294 tonnellate di bombe (il più grande tonnellaggio di bombe sganciato su una città italiana nel corso della guerra) contro depositi di munizioni e carburante, magazzini e concentrazioni di truppe tedesche in tutta Bologna, nonché contro lo stabilimento Ducati – adibito alla produzione di munizioni, fu completamente messo fuori uso da questa incursione –, l’aeroporto di Borgo Panigale ed i ponti sul Reno. Scopo di questa operazione era di indebolire la capacità di resistenza delle truppe tedesche a Bologna e dintorni, al fine di agevolare l’offensiva della Quinta Armata statunitense con il fine di conquistare la città prima di Natale. Ancora una volta, gran parte delle bombe cadde su tutta la città; questo fu il bombardamento più distruttivo per Bologna in termini materiali, con 402 edifici completamente distrutti e 845 semidistrutti. Le stime delle vittime civili variano tra le 300 e le 600.

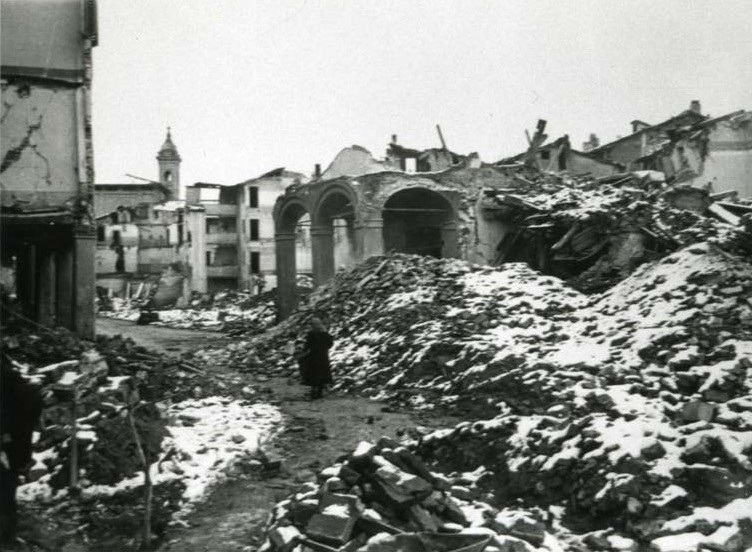
Rovine in Via Lame, una delle zone più colpite dai bombardamenti, nell’inverno del 1944-1945

Dopo questa nuova e devastante incursione, Bologna si svuotò della maggior parte della popolazione ancora rimasta; il futuro sindaco Giuseppe Dozza, nelle sue memorie, avrebbe descritto la Bologna del 1944 come una città morta: "Bologna apparve stranamente come una città morta al cittadino che vi era nato più di quarant'anni prima. (…) Quell'enorme silenzio e l'assenza degli uomini erano insopportabili e opprimenti. Ritornavano alla memoria le scene del romanzo di Wells sulla guerra dell'anno Duemila". Decine di migliaia di sfollati si trasferirono nelle campagne circostanti o nei villaggi dell’Appennino bolognese. 
Quello del 12 ottobre fu l’ultimo grande bombardamento subito da Bologna nel corso del 1944; negli ultimi mesi dell’anno, si verificarono soltanto incursioni di minore entità: il 13, 14, 15, 21, 24 e 30 ottobre, il 6, l’11 ed il 22 novembre, l’1, il 10, il 14, il 18, il 21, il 22, il 25, il 26, il 27 il 28, il 29, il 30 ed il 31 dicembre. L’attenuarsi degli attacchi aerei sulla città, ed insieme lo spostamento del fronte, con la Linea Gotica che aveva trasformato l’Appennino nella prima linea, determinò un’inversione del fenomeno dello sfollamento: la maggior parte degli abitanti di Bologna fece ritorno in città (il cui centro storico era stato dichiarato dal Comando tedesco "Sperrzone", zona libera dal traffico militare), ed insieme ad essi giunsero a Bologna decine di migliaia di abitanti dei villaggi dell’Appennino, in fuga dai combattimenti che avevano trasformato le loro case nella prima linea. Di conseguenza, nell’inverno del 1944-1945 la popolazione di Bologna giunse a raddoppiare rispetto a quella dell’anteguerra: tra residenti e sfollati dall’Appennino, vivevano in città circa 600.000 persone. Molti dei contadini sfollati dall’Appennino portarono con sé il loro bestiame: le rovine del neoclassico Teatro del Corso, semidistrutto dai bombardamenti, vennero trasformate in fienili e posti di stalla. Per alloggiare gli sfollati, l'Ente Comunale di Assistenza requisì 11.450 appartamenti ed allestì 60.000 alloggi collettivi, ma questi provvedimenti non furono sufficienti; molti si accamparono tra le rovine degli edifici distrutti.

### 1945
Il 5 e 12 gennaio si svolsero azioni di mitragliamento; il 16 e 17 gennaio attacchi minori notturni, con 20 morti e 6 feriti il 17 gennaio. Il 22 ebbe luogo un altro mitragliamento, ed il 23 e 25 gennaio altre incursioni minori. Altri mitragliamenti ed attacchi minori ebbero luogo il 4, 5, 6 e 8 febbraio, il 2, l’8, il 10, il 21 ed il 22 marzo (l’8, il 10 ed il 21 vi furono rispettivamente sei, due e quattro vittime), il 3 e l’8 aprile. Il 15 aprile, iniziata l’offensiva finale Alleata, 831 tra cacciabombardieri e bombardieri statunitensi sganciarono 1580 tonnellate di bombe, perlopiù a frammentazione, contro le posizioni tedesche nei dintorni di Bologna; alcune caddero anche in città, causando 16 morti e 14 feriti tra i civili e la distruzione totale di 28 edifici e parziale di 26. Questi attacchi aerei "tattici", in appoggio all’avanzata degli Alleati, proseguirono anche nei giorni seguenti: il 16 aprile 101 bombardieri statunitensi sganciarono 222 tonnellate di bombe, colpendo 76 edifici (25 distrutti, 51 semidistrutti) e causando 70 morti e 30 feriti tra i civili; il 17 aprile, 750 bombardieri sganciarono 1650 tonnellate di bombe sui dintorni di Bologna, che comunque non fu direttamente colpita; il 18, 474 bombardieri sganciarono 1086 tonnellate di bombe, alcune delle quali caddero su Bologna causando 42 vittime civili.
Il 19 aprile ebbe luogo un attacco minore contro Pontevecchio, Borgo Panigale, San Luca e San Michele in Bosco, con quattro vittime; il 20 aprile un attacco minore causò le ultime vittime civili della guerra, nove morti e sei feriti. Il 21 aprile le truppe Alleate entrarono a Bologna; quel giorno ed il giorno successivo qualche isolato aereo tedesco sganciò poche bombe e spezzoni sulla città, causando pochi danni e nessuna vittima. L’ultimo allarme aereo cessò alle sette del mattino del 23 aprile 1945.

## Danni e vittime
Bologna fu la città dell'Italia settentrionale che pagò il più alto tributo di vite umane alle incursioni aeree della seconda guerra mondiale: le vittime tra i civili furono infatti 2481, i feriti 2074.
Gravi furono i danni al patrimonio edilizio: su 13.400 abitazioni esistenti prima del conflitto, 1336 furono completamente distrutte (il 9,7 %), 1582 furono semidistrutte (l’11,9 %) e 2964 vennero danneggiate (il 21,6 %). Su 280.000 vani esistenti, 38.500 furono completamente distrutti, 16.500 semidistrutti e 66.000 danneggiati; in totale, a seconda delle fonti, tra il 43 % ed il 49 % della città andò distrutto o danneggiato. Le zone più colpite furono quelle situate lungo la ferrovia ed i quartieri di Casaralta, Bolognina e della “Libia”, attorno a Via Lame ed al Velodromo, ov’erano ubicati magazzini e stabilimenti industriali; il quartiere universitario subì anch’esso ingenti danni, così come Borgo Panigale e San Ruffillo, che risultò distrutto per il 95 %. Alcune zone furono completamente rase al suolo, come quella di Porta Lame, dove l’omonima porta costituisce oggi l’unico edificio prebellico ancora esistente. Meno gravi furono i danni subiti dai quartieri meridionali. Nel dopoguerra e fino ai primi anni Cinquanta, molti senzatetto vissero in baraccopoli allestite in varie zone della città, nelle rovine del Teatro del Corso, nell’ex Stadio del Littoriale, sotto i portici di San Luca ed in scuole e conventi.
Tra le industrie, lo stabilimento della Ducati (il più grande di Bologna) fu in gran parte distrutto, ed ingenti danni subirono anche la fonderia SABIEM, la Manifattura Tabacchi, la SASIB, le Officine di Casaralta, le Officine Minganti ed altre ditte minori.
Ingenti danni subì anche il patrimonio artistico bolognese: tra gli edifici che subirono le più gravi distruzioni si annoverano il Palazzo della Mercanzia, il Palazzo del Podestà, Palazzo d'Accursio, Palazzo Ghislieri (mai più ricostruito), Palazzo Malvezzi Campeggi, il Palazzo dei Banchi, Palazzo Bolognini Amorini Salina,  il Monastero del Corpus Domini, la Basilica di San Francesco, l’Archiginnasio, il Seminario Arcivescovile, la Villa Aldrovandi Mazzacorati, Villa Guastavillani, le chiese di San Giorgio in Poggiale, del Sacro Cuore, di Santa Maria della Mascarella (completamente distrutta e mai più ricostruita), di San Giovanni in Monte, della Madonna di Galliera, di Santa Maria della Carità, di San Nicolò di San Felice (sconsacrata e mai restaurata), del Santissimo Salvatore, l'Oratorio di San Filippo Neri; il neoclassico Teatro del Corso, gravemente danneggiato, venne abbattuto e mai più ricostruito. Lievi danni subì la Cattedrale di San Pietro.